# Kfar ha-No'ar ha-Dati
Kfar ha-No'ar ha-Dati (hebrejsky כפר הנוער הדתי, doslova „Náboženská mládežnická vesnice“, v oficiálním přepisu do angličtiny Kefar HaNo'ar HaDati, přepisováno též Kfar HaNo'ar HaDati) je mládežnická vesnice a administrativně samostatná obec v Izraeli, v Haifském distriktu, v Oblastní radě Zevulun.

## Geografie
Leží v nadmořské výšce 41 metrů nedaleko řeky Kišon, na rozmezí Zebulunského údolí a svahů Dolní Galileji. Je situována 10 kilometrů od břehů Haifského zálivu.
Obec se nachází na cca 80 kilometrů severovýchodně od centra Tel Avivu a cca 12 kilometrů jihovýchodně od centra Haify. Kfar ha-No'ar ha-Dati obývají Židé, přičemž osídlení v tomto regionu je etnicky smíšené. Zebulunské údolí i aglomerace Haify jsou židovské. Na severovýchodní straně navíc k mládežnické vesnici přiléhá židovské město Rechasim. Dál na severovýchod ale začínají kopcovité oblasti Galileji, které obývají ve vyšší míře i izraelští Arabové (nejblíže je to vesnice Ibtin necelé 3 kilometry odtud). Drúzové jsou zastoupeni v sídlech na vrcholu pohoří Karmel jihozápadně od osady.
Kfar ha-No'ar ha-Dati je na dopravní síť napojen pomocí dálnice číslo 70 a dálnice číslo 75.

## Dějiny
Kfar ha-No'ar ha-Dati byl založen v roce 1937. Podle jiných zdrojů došlo k založení již roku 1936. Šlo o náboženský výchovný ústav pro mládež. Za zřízením této instituce stáli nábožensky orientovaní Židé původem z Německa, kteří odcházeli z Německa do tehdejší mandátní Palestiny a chybělo jim zde podobné vzdělávací centrum pro přípravu osadníků jakým disponovali sekulární Židé v podobě ústavu v Ben Šemen. Vznik mládežnické vesnice v Palestině se připravoval po několik let, zčásti ještě v nacistickém Německu. Ředitelem ústavu byl určen Eugen David Michaelis. 10. června 1937 se konalo slavnostní položení základního kamene k výstavbě vesnice. Její budování pak probíhalo do roku 1938, tedy během arabského povstání. Osada musela zřídit vlastní strážní službu. V březnu 1938 sem dorazila první skupina německých židovských imigrantů, v srpnu téhož roku pak i ředitel Michaelis.
V současnosti zde studuje cca 500 lidí.

## Demografie
Podle údajů z roku 2014 tvořili naprostou většinu obyvatel v Kfar ha-No'ar ha-Dati Židé - cca 200 osob (včetně statistické kategorie "ostatní", která zahrnuje nearabské obyvatele židovského původu ale bez formální příslušnosti k židovskému náboženství, cca 300 osob).
Jde o menší sídlo s dlouhodobě kolísající populací. K 31. prosinci 2013 zde žilo 256 lidí. Během roku 2014 populace klesla o 28,7 %.
| Rok            | 1961 | 1972 | 1983 | 1995 | 2001 | 2003 | 2004 | 2005 | 2006 | 2007 | 2008 | 2009 | 2010 | 2011 | 2012 | 2013 | 2014 |
| -------------- | ---- | ---- | ---- | ---- | ---- | ---- | ---- | ---- | ---- | ---- | ---- | ---- | ---- | ---- | ---- | ---- | ---- |
| Počet obyvatel | 376  | 408  | 520  | 608  | 574  | 568  | 571  | 568  | 576  | 586  | 573  | 346  | 325  | 353  | 357  | 359  | 256  |